# جون بورتر كلارك
جون بورتر كلارك (بالإنجليزية: John Porter Clark)‏ هو مهندس معماري أمريكي، ولد في 1905 في فورت دودج في الولايات المتحدة، وتوفي في 1991 في مقاطعة ريفيرسايد في الولايات المتحدة.